# Norman Connors
Norman Connors (Filadelfia, 1º marzo 1947) è un batterista, arrangiatore, compositore e produttore jazz statunitense che ha profondamente influenzato numerosi gruppi jazz e R&B.
Durante la sua carriera ha conseguito diverse fortunate hit R&B, specialmente tra le ballate d'amore.
Connors cominciò ad interessarsi al jazz da bambino cominciando a suonare la batteria. Studiò musica alla Temple University e Julliard.
La sua prima registrazione fu presente nel singolo del 1967 Magic Of JuJu firmato Archie Shepp. Suonò negli anni seguenti con Pharaoh Sanders prima di firmare per la Cobblestone Records nel 1972, pubblicando il suo primo album da bandleader. Successivamente continuò ad incidere nuovi album jazz con artisti come Carlos Garnett, Gary Bartz, Dee Dee Bridgewater e Herbie Hancock.
Durante la seconda metà degli anni settanta la produzione musicale di Connors cominciò a focalizzarsi maggiormente sul genere R&B. alcune delle sue canzoni furono delle vere hit negli Stati Uniti, con brani che annoveravano artisti come Michael Henderson, Jean Carn e Phyllis Hyman. Alcune delle sue canzoni di maggior successo furono: You Are My Starship (featuring M. Henderson) e Valentine Love.
La sua ultima fatica si chiama Star Power, un album maggiormente orientato verso il genere smooth jazz e lo urban crossover music, con la partecipazione di Howard Hewett, Bobby Lyle, Ray Parker, Jr, Peabo Bryson, Michael Henderson e Antoinette.

## Discografia
- Dance of Magic (Cobblestone Records, 1973)
- Dark of Light (Buddah Records, 1973)
- Love from the Sun (Buddah, 1974)
- Slewfoot (Buddah, 1975)
- Saturday Night Special (Buddah, 1976)
- Romantic Journey (Buddah, 1976)
- You Are My Starship (Buddah, 1976)
- This Is Your Life (Buddah, 1978)
- Invitation (Buddah, 1979)
- Take it to the Limit (Arista Records, 1980)
- Mr.C (Arista, 1981)
- Passion (Capitol Records, 1988)
- Remember Who You Are (MoJazz/Motown Records, 1993)
- Insert B (The Real Deal) / Nobody Knows - Gurus -Jazzmatazz, Vol. 2: The New Reality (Chrysalis, 1995)
- Easy Living (Motown, 1996)
- Eternity (Starship Records, 2000)
- Star Power (Shanachie Records, 2009)